# Zbiornik Öskemen
Zbiornik Öskemen (Zbiornik Ust'-Kamienogorski; kaz.: Өскемен бөгені, Öskemen bögeny; ros.: Усть-Каменогорское водохранилище, Ust'-Kamienogorskoje wodochraniliszcze) – sztuczny zbiornik wodny w górnym biegu Irtyszu, w północno-wschodnim Kazachstanie. Powstał w 1952 roku, w związku z budową elektrowni wodnej i tamy w Ust'-Kamienogorsku. Zbiornik ma 77 km długości, do 1,2 km szerokości i zajmuje powierzchnię 37 km². Jego objętość wynosi 0,65 km³. Głębokość średnia wynosi 18 m, natomiast maksymalna 45 m.